# Silvestro Valier
Silvestro Valier ou Valiero (né à Venise le 28 mars 1630, mort dans la même ville le 7 juillet 1700) est le 109e doge de Venise élu en 1694, son dogat dure jusqu'en 1700.
La République, qui rencontre des difficultés économiques, poursuit la guerre débuté en 1684 et ce n'est qu'en janvier 1699, qu'elle s'achemine vers la fin.

## Biographie
Silvestro Valier est le fils de  Bertuccio Valier, doge de 1656 à 1658. Il a 19 ans lorsqu'il épouse (le 8 août 1649), en l’église Santa Maria Formosa de Venise, Elisabetta Querini et devient procurateur en achetant la fonction. Selon les chroniqueurs, il n'avait pas de qualité particulière sinon une belle prestance et une bonne éloquence. Au cours de sa carrière politique, il se consacre surtout à la diplomatie où il a l'occasion de mettre en avant ses qualités. Aimant la belle vie, il se montre généreux envers les pauvres dont il s'attire la sympathie.

### Le dogat
Après la mort de Francesco Morosini, alors qu'une guerre est en cours et que Venise connait d'importantes difficultés économiques, c'est un homme de représentation qui est choisi, le contraire de son prédécesseur. Le 25 février 1694, Valiero est élu et, conformément à la tradition, organise des fêtes somptueuses et des banquets. On rétablit pour son épouse, Elisabetta Querini, la cérémonie d’investiture de la dogaresse qui avait été supprimée par le Grand Conseil en 1645. Elle apparaît, le 4 mars 1694, «  vêtue d’une robe en drap d’or ornée de zibeline, coiffée d’un voile blanc et du bonnet ducal rehaussé de bijoux, la poitrine parée d’une croix en diamants  », avant de prendre place sur le trône et d’y recevoir conseillers, ministres, magistrats et les chefs des Dix.
Pendant son dogat, Valier poursuit avec des réussites diverses la guerre contre les Turcs. En janvier 1699, à l'issue du congrès de Sremski Karlovci, Venise reçoit Morea, Égine, Leucade et Zante ; ce qu'elle juge assez faible compte tenu des efforts consentis. Désormais, la République se trouve prostrée par ces longues années de guerre et l'économie est à bout de souffle.
Valier vit cette période comme il a toujours vécu en participant à des réceptions, en organisant des fêtes et en accueillant les hôtes de rang.
Déjà malade, des disputes familiales aggravent son état et il meurt subitement le 7 juillet 1700.
Le gigantesque tombeau baroque de Valiero destiné au doge, à sa femme Elisabetta Querini et au doge Bertuccio Valier est construit de 1705 à 1708 dans une nef de la basilique de San Zanipolo. Le tombeau comprend de chaque côté deux imposantes colonnes corinthiennes en marbre noir.
Les architectes sont Paolo et Andrea Tirali, les sculpteurs qui ont participé à l'œuvre sont Giovanni Bonazza (sculpteur de la statue de la dogaressa), Antonio Tarsia, Pietro Baratta et d'autres. Gruppello-Marin a réalisé les sculptures des bas-reliefs.
Le Tombeau-Valier est le dernier des grands mausolées des doges de Venise.

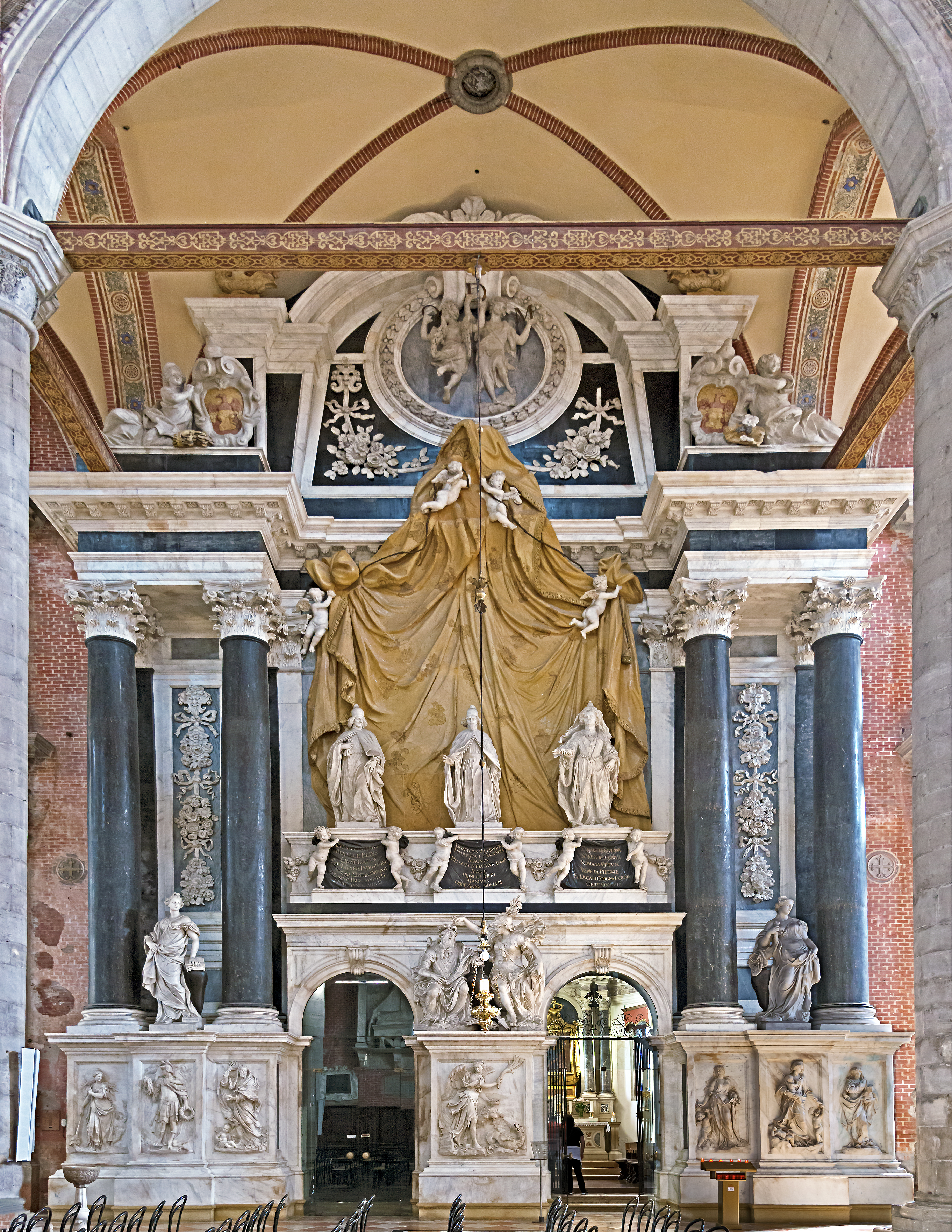
Le monument de la famille Valier
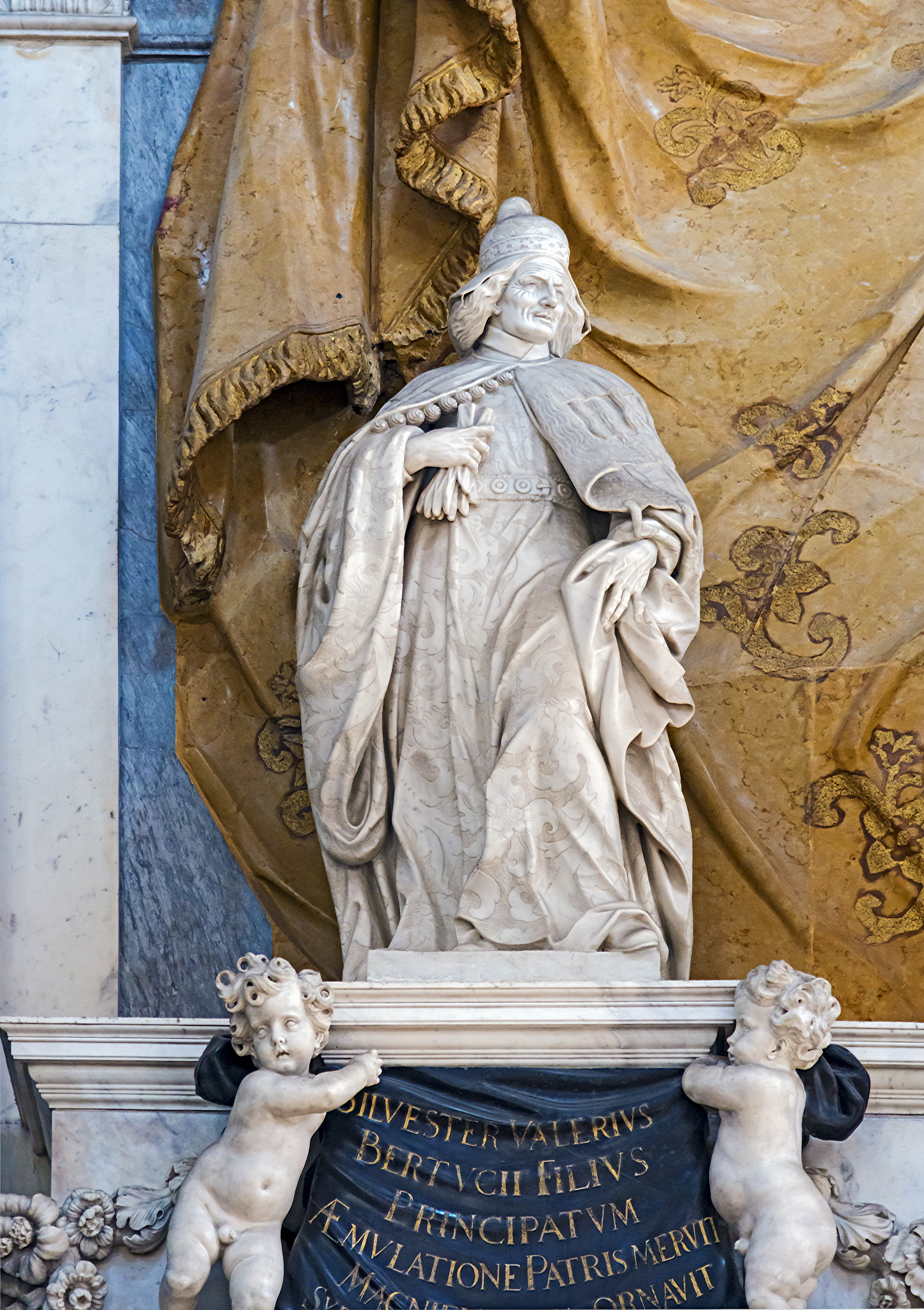
Statue de Silvestro Valier